# West-Osteuropäische Warenaustausch Aktiengesellschaft
Die West-Osteuropäische Warenaustausch Aktiengesellschaft (WOSTWAG) war eine im November 1922 in Berlin eingetragene Handelsfirma, des sowjetischen Geheimdienstes. Überwiegend wickelte das Unternehmen illegale Waffenexporte ab.

## Organisation
Die WOSTWAG war von Anfang an eine Tarnfirma des sowjetischen Geheimdienstes, da die Sowjetunion bis Mitte der 1930er Jahre von wenigen Staaten diplomatisch anerkannt und somit ein direkter Handel mit anderen Ländern ausgeschlossen war. Als Gründer fungierten die Brüder Bronislav (Antek) und Sigismund Boleslavovich Iankovskii (Jankowski) sowie als Geschäftsführer bis 1933 David Rosenblith.
Das Volkskommissariat für Außenhandel (NKWT) erteilte 1923 der WOSTWAG die Genehmigung, bis 1929 als einziges sowjetisches Unternehmen, den Handel und Export von Baumwolle, Wolle und chemischen Gütern zu betreiben. Die Hälfte der Gewinne floss an das NKWT zurück. Mit dem Erlös wurden illegal Waffen in europäischen Ländern gekauft. Im Sommer 1927 erhielt die WOSTWAG per Politbürobeschluss offiziell ein Monopol auf den Export sowjetischer Waffen, teilweise weit unter marktüblichen Preisen. Entsprechende Verluste waren zu drei Vierteln aus den Unternehmensgewinnen zu tragen, den Rest übernahm der vermittelnde Oberste Rat für Volkswirtschaft. Erste Waffenexporte gingen in die Türkei und insbesondere nach China. Über die WOSTWAG wurde verdeckt Kriegsmaterial an chinesische Warlords, an die Nationalrevolutionäre Armee Chiang Kai-sheks und später parallel an die Volksbefreiungsarmee Mao Zedongs geliefert.

Besonders bis Ende der 1920er Jahre beschaffte die WOSTWAG militärische und technische Güter für den Weiterverkauf nach Ostasien aus dem Deutschen Reich. Vollständig wurde der Handel mit Deutschland 1938 eingestellt. Einen Hauptstützpunkt unterhielt die WOSTWAG in der von der Sowjetunion de facto annektierten Äußeren Mongolei. Von Ulan Bator aus exportierte das Unternehmen primär über die Niederlassung in Kalgan vor allem Pelze, Geweihe, Häute, Knochenleim nach China. Das Büro in Kalgan leitete bis in die frühen 1930er Jahre der Lette Adam Purpiss (* 1883). Der Weiterverkauf erfolgte über Filialen in Harbin, Hankou und Tientsin, welche ab 1931 unter der Bezeichnung Oriental Trading and Engineering Company firmierten. Die Verschiffung der Waren über den zollfreien Vertragshafen Tientsin organisierte eine in Hamburg registrierte Niederlassung der WOSTWAG.
Aus China gelangten Gegenstände des täglichen Bedarfs, vor allem Kautschukprodukte, Seide, Tee und Medizin zurück nach Ulan Bator. Auch die damit erzielten Gewinne dienten zur Finanzierung von Ankäufen militärischer und technischer Güter in Europa, darunter beispielsweise Mercedes-Benz-Nutzfahrzeuge. Die Abwicklung der Transfers erfolgte über die Shanghaier Niederlassung der Chicagoer Chase National Bank. Das Aktienkapital der WOSTWAG lag ab 1931 offiziell bei US$ 100.000. Als Anteilseigner wurden der Berliner Alfred Devintel (75 %) und der in China als Bergbauingenieur tätige Amerikaner Claude A. Tupper (25 %) geführt.
Nach der Chinesischen Wiedervereinigung (1928) weigerte sich das zuständige deutsche Konsulat in Tientsin, Unterlagen der in Berlin registrierten WOSTWAG zu bearbeiten, woraufhin fortan die Ausstellung verschiedener Ex- und Importpapiere durch das polnische Konsulat in China erfolgte. Nach Errichtung einer New Yorker Tochtergesellschaft besaß die Filiale in Shanghai ab 1934 de facto einen amerikanischen Diplomatenstatus, sodass sämtliche chinesischen Im- und Exporte ungeprüft über die exterritorialen Vertragshäfen in China abgewickelt werden konnten. Alle anderen Filialen in China stellten nach Beginn des Japanisch-Chinesischer Krieg 1938 ihren Betrieb vorübergehend ein.

## Bekannte Tochtergesellschaften
Die geheimdienstlichen Aktivitäten der WOSTWAG koordinierte in den 1930er Jahren, bis zu seiner Verhaftung in Paris 1939, Stefan Iosifovich Mrochkovsky mit verschiedenen Tarnfirmen unter anderem in folgenden Hauptstädten:
- Paris: 1930–37 Societe Anonyme francaise pour l’importation de legumes secs. Seit 1935 war hier der vorher zwei Jahre lang in Hamburg wirkende Agent der Komintern Rubin Glucksmann,[4] der Vater des Philosophen André Glucksmann, tätig. Von hier aus wurden verdeckte Waffenlieferungen der Sowjetunion während des Spanischen Bürgerkriegs organisiert. Zu der Pariser Niederlassung zählten mindestens vier weitere Tarnfirmen zwischen 1933 und 1937.[1]
- London: Hier fungierte bereits seit 1924 I. Richman & Co. als Agentur. 1936 erfolgte eine Neugründung unter dem Namen Far Eastern Fur Trading Company, die in England nach dem deutschen Sieg über Frankreich 1940 als Feindvermögen liquidiert wurde.
- New York: 1934 erfolgte die Gründung der Pacific Merchandise Corp. und 1936 die Gründung der Oriental Trading and Engineering Company. Diese Firma wurde nach Abschluss des japanisch-sowjetischen Friedens- und Freundschaftsvertrags 1941 abgewickelt, womit die sowjetischen Waffenlieferungen sowohl an die chinesischen Nationalisten wie Kommunisten fast völlig zum Erliegen kamen.

## Enttarnung
Erste Recherchen, insbesondere über die sowjetischen Waffenlieferungen nach China, soll der britische Journalist Gareth Jones betrieben haben, der unter mysteriösen Umständen nahe der Grenze zur Mongolischen Volksrepublik 1935 ermordet wurde. 1938 lieferte der Überläufer Walter Germanowitsch Kriwitzki umfangreiche Informationen über die sowjetischen Tarnfirmen der US-Regierung, der drei Jahre später tot in einem Washingtoner Hotel mit einer Waffe in der Hand aufgefunden wurde. Über die Fortsetzung der Aktivitäten der WOSTWAG nach 1945 ist wenig bekannt. Umfangreichere Veröffentlichungen über die verschiedenen sowjetischen Waffenexporte erfolgten während der McCarthy-Ära sowie nach dem Zerfall der Sowjetunion.

## Archivalien
- British Public Records Office: KV2 /1902 und KV2/1655 (basierend auf den nicht immer zutreffenden Aussagen von Walter Krivinsky).
- Sonderarchiv (beim Staatlichen Militärarchiv Moskau) Fond 1461: OFP Berlin-Brandenburg. Devisenstelle: „Berichte der Devisenstelle zur Überprüfung der Devisenoperationen und finanziellen Tätigkeit von Firmen des Ex- und Importhandels, Buchstaben St-Wo. 1937.“